# Хао Цзінфан
Хао Цзінфан (кит.: 郝景芳), нар. 27 липня 1984) — китайська письменниця, автор науково-фантастичних творів. Лауреат премії Г'юго за найкращу коротку повість 2016 року за «Складаний Пекін» (кит.: 北京折叠, англ. Folding Beijing) в перекладі Кена Лю.

## Біографія
Хао Цзінфан народилася у Тяньцзіні 27 липня 1984 року.
Хао закінчила в Тяньцзіні середню школу Яохуа (кит.: 耀华中学), відому в Китаї високим рівнем освіти і видатними випускниками.
2002 року, під час навчання у старшій школі, вона вперше продемонструвала свій письменницький талант: стала переможцем 4-го національного конкурсу «Нова концепція письма» (кит.: 新概念作文大赛).
Того ж року Хао Цзінфан вступила до фізичного факультету Університету Цінхуа, де 2006 року отримала ступінь бакалавра.
З 2006 по 2008 рік Хао Цзінфан працювала і навчалася в Центрі астрофізики Університету Цінхуа, згодом закінчила Школу економіки і менеджменту Університету Цінхуа.
2012 року отримала в Університеті Цінхуа ступінь доктора з економіки і з 2013 року займається дослідницькою роботою в галузі макроекономіки в китайському Дослідницькому центрі розвитку

## Творча кар'єра
Як більшість китайських письменників-науковців, Хао має постійне місце роботи. Вона займалася дослідницькою діяльністю, писала економічні репортажі, вивчала реструктуризацію економіки, фіскальні та податкові системи та брала участь у підготовці конференцій з економіки найвищого рівня. Отже, науково-фантастичні твори є лише невеликою частиною її життя.. Тим не менш, Хао встигла опублікувати два великих романи, есе та багато оповідань. Чотирнадцять оповідань, її ранні твори написані в період з 2005 по 2010 рік, надруковані у збірці 星旅人 (англ. Star Travelers). Оповідання «Невидимі планети», перекладене Кеном Лю, увійшло 2011 року до антології «Невидимі планети: Сучасна китайська наукова фантастика в перекладі» (англ. Invisible Planets: Contemporary Chinese Science Fiction in Translation).
Повість «Складаний Пекін» (кит.: 北京折叠) в жанрі соціальної фантастики, що принесла Хао світову відомість, спочатку з'явилась 2012 року на вебсайті університету Цінхуа. Трьома роками пізніше в часописі Uncanny вийшов англійський переклад повісті, Folding Beijing, американського письменника та перекладача Кена Лю. Так стався прорив у письменницькій кар'єрі Хао Цзінфан.
2016 року «Складаний Пекін» отримав премію «Г'юго» за найкращу коротку повість, номінувався на премію «Локус» за найкращу коротку повість та став фіналістом Меморіальної премії імені Теодора Стерджона. 2018 року твір отримав премію Сейун за найкраще перекладене оповідання.
Повість розповідає історію боротьби батька за освіту доньки в футуристичному Пекіні і містить натяк на труднощі, що деякі сучасні китайці мають сьогодні, аби забезпечити своїх дітей якісною освітою. Написати історію Хао надихнули мешканці заміського району, де вона жила тоді. Вона знайшла різкий контраст між життям своїх сусідів з тими, хто живе у центрі, де вона працює. «Мені здається, що в нашому світі деякі групи людей насправді не взаємодіють з іншими групами, і вони не хочуть знати одна про одну. Отже, я вирішила написати про ізоляцію», — так коментує свій твір автор.
Міжнародне визнання стало для Хао великим сюрпризом і внесло важливі зміни в її життя. Після нагородження Хао запропонувала створити програму з метою навчання сільських дітей у бідних районах. Програма розпочалася в м. Біцзе у провінції Ґуйчжоу у південно-західному Китаї та розширюється. Завдяки програмі організовано навчання місцевих вчителів у віддалених бідних провінціях.
З серпня 2018 року до квітня 2019 року Хао планує написання роману, заснованого на «Складаному Пекіні».

## Вибрані твори в іншомовних перекладах

### Романи
- 2011 回到卡戎

(нім. Wandernde Himmel, 2018)
(англ. Wandering Maearth)
- 2012 流浪玛厄斯 (англ. Return to Charon)

### Оповідання та повісті
- 2007 祖母家的夏天

(англ. Summer at Grandma's House, 2015)
- 2007 谷神的飞翔

(фр. L'envol de Ceres, 2018)
- 2010 看不见的星球

(англ. Invisible Planets, англ. переклад Кена Лю, 2013)
(ісп. Planetas invisibles, 2017)
(яп. 見えない惑星, 2018)
- 2011 星旅人

(англ. Star Travelers)
- 2011 弦歌

(фр. Le chant des cordes, 2018)
- 2013 生死域

(фр. Question de vie ou de mort, 2018)
- 2013  (англ. The Loneliest Ward, англ. переклад Кена Лю, 2018)
- 2013 拖延症患者

(фр. Le procrastinateur, 2018)
- 2013 孤单病房

(фр. La chambre des malades, 2018)
- 2013 阿房宫

(фр. Le palais epang, 2018)
- 2013 最后一个勇敢的人

(англ. The Last Brave Man, анг. переклад Поппі Толанд, 2013)
(фр. Le dernier des braves, 2018)
- 2014 北京折叠

(англ. Folding Beijing, англ. переклад Кена Лю, 2015)
(нім. Peking falten, 2017)
(ісп. Entre los plieges de Pekín, 2017)
(фр. Pékin origami, 2017)
(яп. 折りたたみ北京, 2018)
- 2016 宇宙剧场

(фр. Le théâtre de l'univers, 2018)
- 2016 深山疗养院

(фр. La clinique dans la montagne, 2018)
- 2016 宇宙剧场

(фр. Au centre de la prospérité, 2018)